# Piede quadro
Il piede quadro (o piede quadrato), in inglese square foot (plurale: square feet), è un'unità di misura della superficie ed è, per definizione, l'area racchiusa da un quadrato avente i lati lunghi un piede.
Il piede quadro non fa parte del sistema SI, ma è tuttora ampiamente utilizzato nei paesi di cultura anglosassone, come Regno Unito e Stati Uniti d'America.
Benché preferibilmente espresso con il simbolo ft², viene spesso abbreviato con una serie di sigle diverse:
- square feet, square foot, square ft
- sq feet, sq foot, sq ft, SF
- feet/-2, foot/-2, ft/-2
- feet^2, foot^2, ft^2
- feet², foot²

Un piede quadro è equivalente a:
- 144 pollici quadri
- 929,03 centimetri quadri
- 0,092903 metri quadri